# Nordjysk Musikkonservatorium
Das Nordjysk Musikkonservatorium (dänisch für Nordjütisches Konservatorium; auch Königliche Musikakademie Aarhus/Aalborg) war ein Konservatorium in Dänemark. Es unterstand dem Kulturministerium. Im Jahr 2010 ging es im Det Jyske Musikkonservatorium auf.
Die Hochschule unterrichtete an zwei Standorten, in Aalborg und in Aarhus, die im Januar 2010 fusionierten zum Det Jyske Musikkonservatorium. Die Schule bot eine Ausbildung im klassischen und rhythmischen Bereich und vergab Bachelor- und Master-Abschlüsse. Der Bachelor-Studiengang dauerte drei Jahre und vermittelte die Grundausbildung zum Musiker oder Musikpädagogen. Sie war Grundlage für alle weiterführenden Ausbildungen.
Daneben wurden Meisterkurse und Workshops angeboten. Schüler und Lehrende gaben zahlreiche öffentliche Konzerte, etwa beim jährlichen „RAMA Festival“ oder im Rahmen von Kooperationen mit Partnern wie SPOT Festival, Levende Musik i Skolen oder dem alljährlichen Aarhus Jazzfestival.